# Алон Єфет
Алон Єфет (івр. אלון יפת, нар. 1 вересня 1972) — футбольний арбітр з Ізраїлю. Арбітр ФІФА з 2011 року.

## Кар'єра
Розпочав судити матчі 2000 року в чемпіонаті Ізраїлю. Вже 1 січня 2001 року УЄФА включає його до свого списку арбітрів, а в липні того ж року дебютує в попередньому раунді Ліги чемпіонів, також залучався в першому раунді Кубка УЄФА, судив матчі кваліфікаційна матчі молодіжного чемпіонату Європи.
29 березня 2003 року Алон дебютує на матчах між національними збірними в товариському матчі між Португалією та Бразилією. Пізніше Єфет обслуговував відбірні матчі до Євро 2004.
У 2004 році Алон брав участь в обслуговуванні матчів юнацького чемпіонату Європи U-19 у Швейцарії, де відсудив два матчі групового етапу.
У лютому 2005 він вперше судить матчі 1/16 фіналу Кубка УЄФА, а в листопаді того ж року дебютував у груповому етапі Ліги чемпіонів, відсудив матч між Брюгге та Рапід (Відень).
У наступному році Алона знову залучили до обслуговування матчів молодіжного чемпіонату Європи в Португалії, так само як і минулого разу він відсудив два матчі на груповому етапі.
Алон судив матчі кваліфікаційних відборів до чемпіонатів Європи 2004, 2008, 2012 та 2016 років, а також чемпіонату світу 2006, 2010, 2014 та 2018 років.

## Матчі національних збірних
| Дата              | Збірні                                | Рахунок | Турнір               | ЖК | YK · YK · RK | RK |
| ----------------- | ------------------------------------- | ------- | -------------------- | -- | ------------ | -- |
| 29 березня 2003   | Португалія – Бразилія                 | 2 – 1   | Товариський матч     | 3  | 0            | 1  |
| 2 квітня 2003     | Іспанія – Вірменія                    | 3 – 0   | Кваліфікація ЧЄ 2004 | 3  | 0            | 0  |
| 6 вересня 2003    | Румунія – Люксембург                  | 4 – 0   | Кваліфікація ЧЄ 2004 | 0  | 0            | 0  |
| 17 листопада 2004 | Андорра – Нідерланди                  | 0 – 3   | Кваліфікація ЧС 2006 | 2  | 0            | 0  |
| 11 жовтня 2006    | Нідерланди – Албанія                  | 2 – 1   | Кваліфікація ЧЄ 2008 | 3  | 0            | 0  |
| 6 червня 2007     | Румунія – Словенія                    | 2 – 0   | Кваліфікація ЧЄ 2008 | 8  | 0            | 0  |
| 12 вересня 2007   | Іспанія – Латвія                      | 2 – 0   | Кваліфікація ЧЄ 2008 | 2  | 0            | 0  |
| 6 вересня 2008    | Норвегія – Ісландія                   | 2 – 2   | Кваліфікація ЧС 2010 | 3  | 0            | 0  |
| 1 квітня 2009     | Північна Ірландія – Словенія          | 1 – 0   | Кваліфікація ЧС 2010 | 6  | 0            | 0  |
| 14 жовтня 2009    | Італія – Кіпр                         | 3 – 2   | Кваліфікація ЧС 2010 | 3  | 0            | 0  |
| 7 вересня 2010    | Чехія – Литва                         | 0 – 1   | Кваліфікація ЧЄ 2012 | 4  | 0            | 0  |
| 4 червня 2011     | Чорногорія – Болгарія                 | 1 – 1   | Кваліфікація ЧЄ 2012 | 4  | 0            | 0  |
| 29 лютого 2012    | Польща – Португалія                   | 0 – 0   | Товариський матч     | 1  | 0            | 1  |
| 7 вересня 2012    | Хорватія – Північна Македонія         | 1 – 0   | Кваліфікація ЧС 2014 | 5  | 0            | 0  |
| 6 лютого 2013     | Бельгія – Словаччина                  | 2 – 1   | Товариський матч     | 2  | 0            | 0  |
| 9 вересня 2014    | Азербайджан – Болгарія                | 1 – 2   | Кваліфікація ЧЄ 2016 | 4  | 0            | 0  |
| 11 жовтня 2014    | Північна Ірландія – Фарерські острови | 2 – 0   | Кваліфікація ЧЄ 2016 | 2  | 0            | 0  |
| 11 листопада 2016 | Данія – Казахстан                     | 4 – 1   | Кваліфікація ЧС 2018 | 4  | 0            | 0  |
| 11 червня 2017    | Фінляндія – Україна                   | 1 – 2   | Кваліфікація ЧС 2018 | 6  | 0            | 0  |